# 拉差蒙天寺
拉差蒙天寺（羅馬化：Wat Ratchamonthien），又名圣殿寺、孟天寺、蒙天寺，前身为皇家蒙天寺，是位于清迈市是蓬区，位于罗摩利寺对面的一所泰国佛寺，紧邻护城河。寺庙因一尊具有威严巨佛而非常引人注目。这座寺庙建于1974年，是滴洛拉国王建造的第一座寺庙。

## 建筑景观

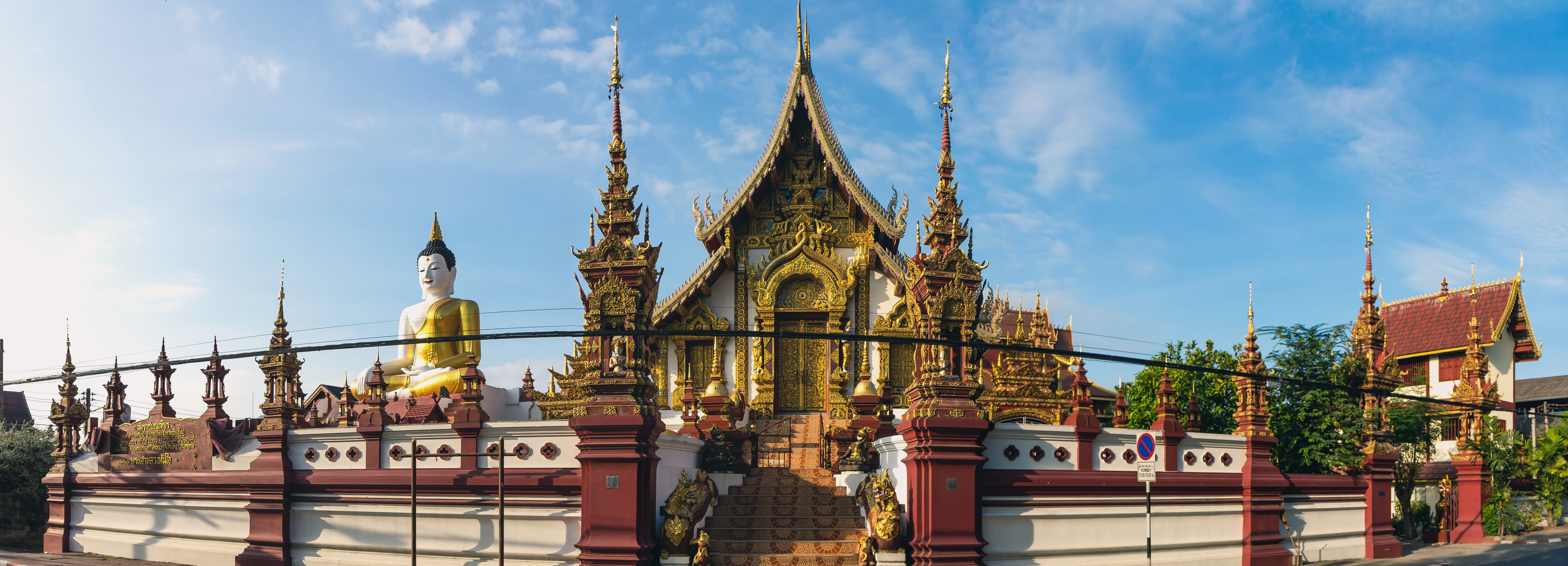
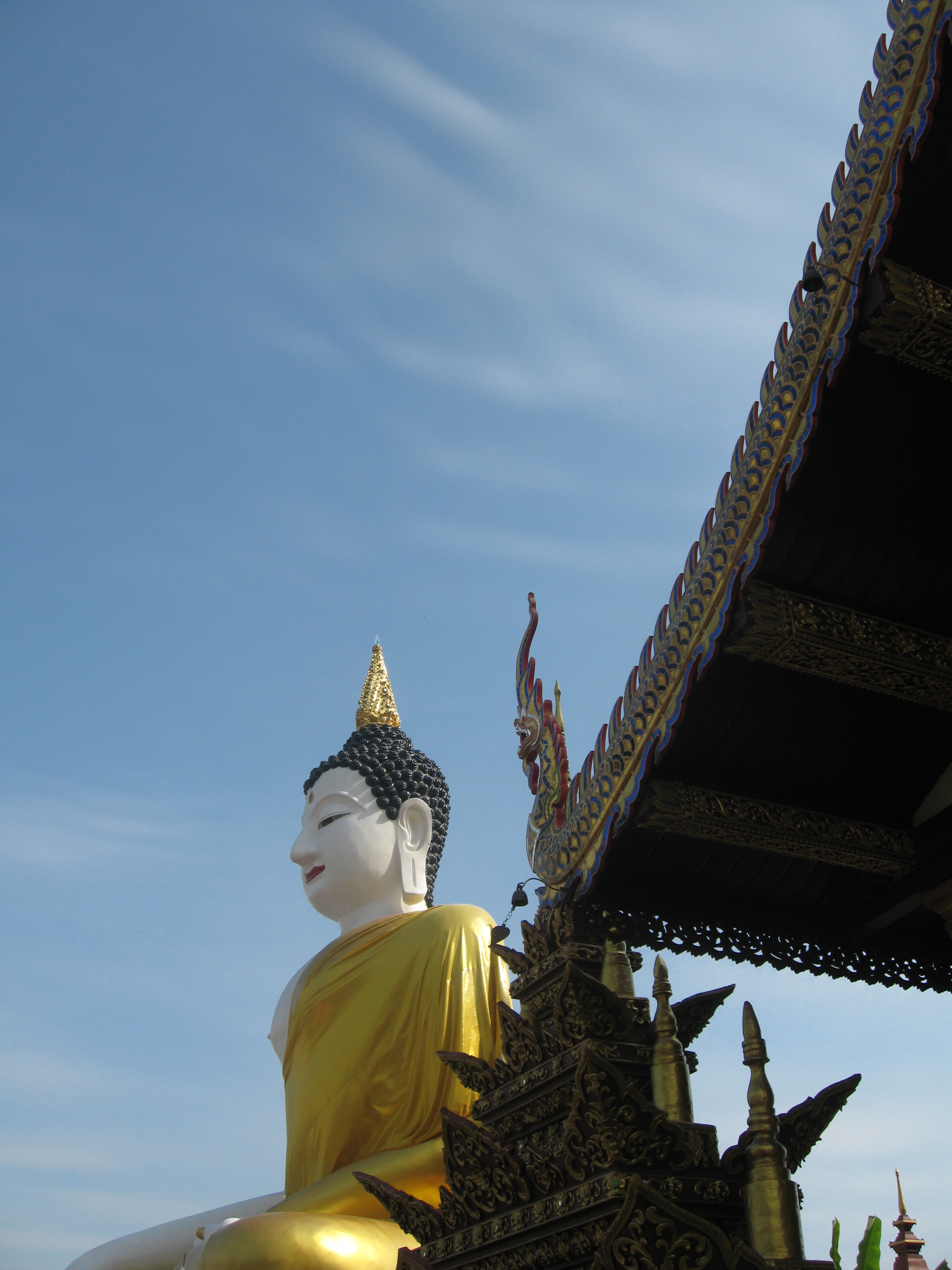
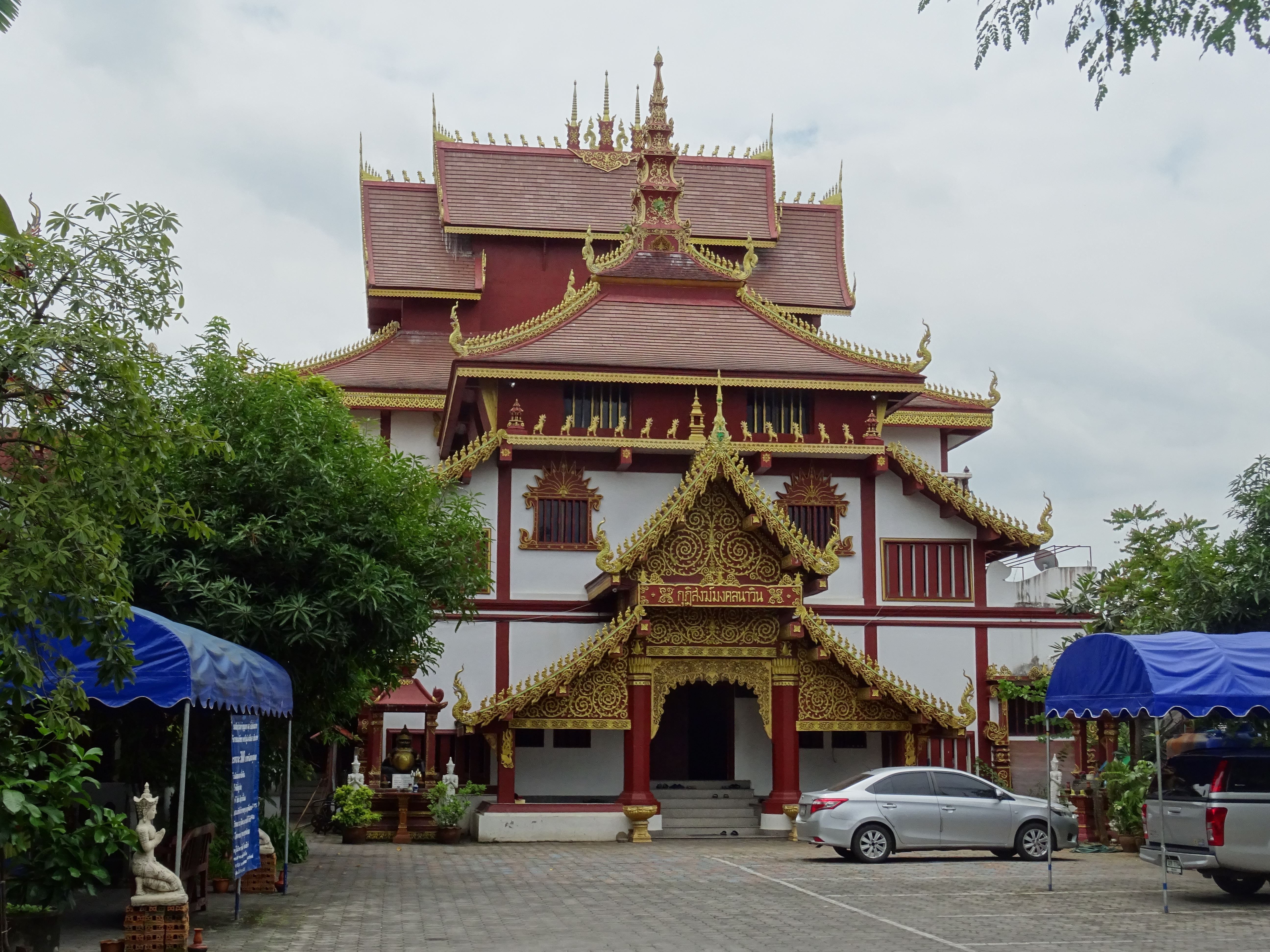